# 日本平デジタルタワー
日本平デジタルタワー（にほんだいらデジタルタワー、正式名称：日本平デジタル放送所）は、静岡市清水区の日本平に置かれている静岡県のテレビ放送を送信する集約電波塔。静岡県のテレビ放送の親局送信所である。

本項では同所を囲う展望施設の日本平夢テラス、および2016年6月にサービス終了したジャパン・モバイルキャスティングの送信施設（2012年9月14日に開局）についても併せて記述する。

## 概要
UHF放送波によって静岡県中部・東部地域と伊豆西海岸をカバーするほか、浜松中継局・島田中継局などへのマイクロ波送信設備（TTL）を備えている。日本放送協会（NHK）と静岡県の民放テレビ局など計7社が共同で建設した。

2018年11月3日には同所を囲う展望施設として静岡県が建設した日本平夢テラスも開業した。
従来の日本平テレビ・FM放送所の鉄塔群には赤白の縞塗装（昼間障害標識）が施されていたのに対し、日本平デジタルタワーでは中光度の白色航空障害灯が採用され銀灰色の鉄塔構造体とともに、景勝地日本平の景観との調和に配慮されている。これらが評価され、2005年度グッドデザイン賞・静岡県建設業協会賞優秀賞を受賞している。
アナログテレビ放送の送信所であった日本平テレビ・FM放送所に隣接する敷地に建設されたため、これまで日本平からの電波を受信してアナログテレビ放送を視聴していた世帯の多くでは、デジタルテレビ放送の視聴のためにアンテナを増やしたり、方向調整などをする必要がない。
地上波アナログテレビ放送で、静岡瀬名、静岡麻機、静岡賤機、静岡籠上、静岡羽鳥、静岡丸子、静岡興津などの中継局の放送波を受信していた世帯も、そのほとんどが日本平デジタルタワーの受信エリアに集約された。これらの地域の世帯で新たに地上デジタル放送を受信するためには、アンテナの増設か、アンテナの向きの調整が必要になる場合がある。

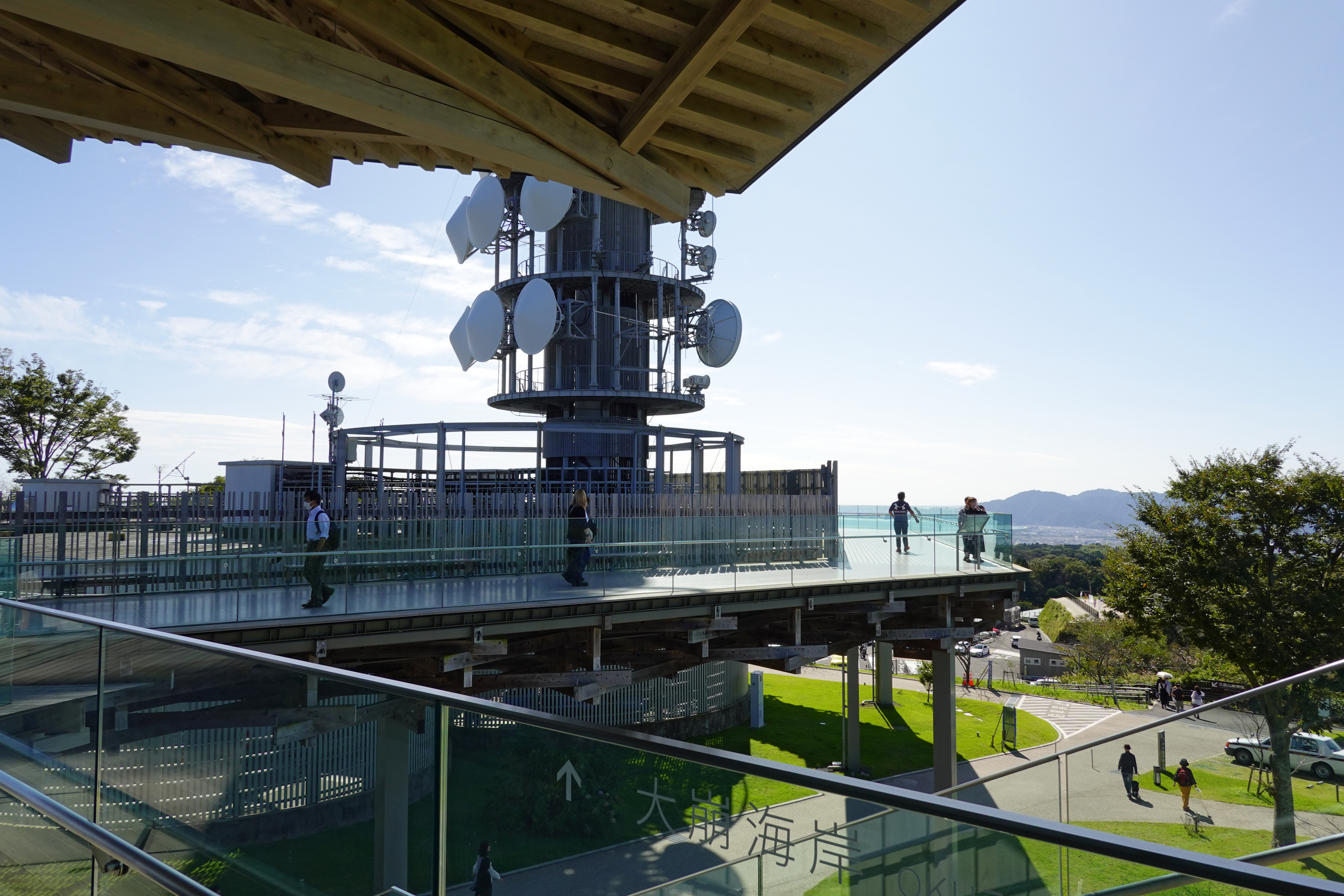
日本平夢テラス・展望回廊
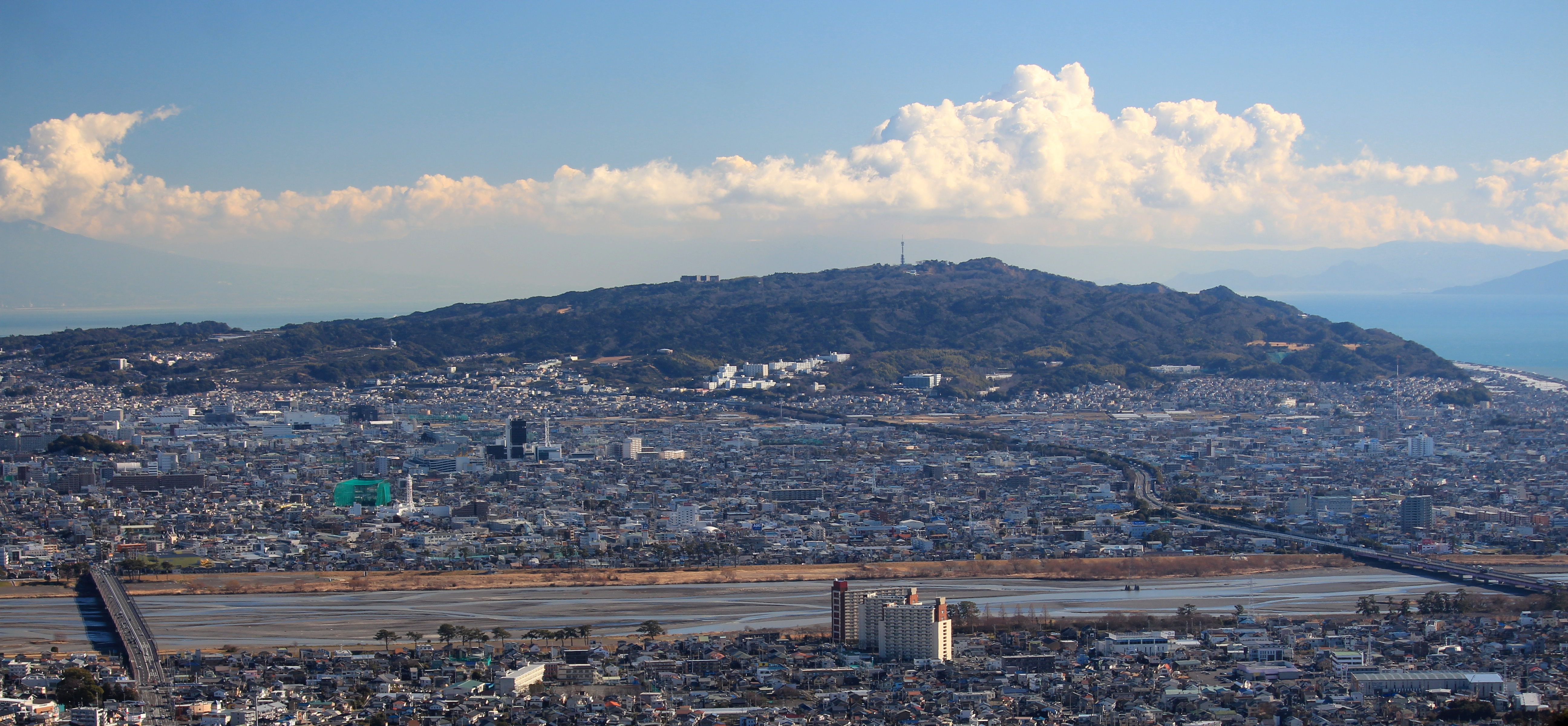
日本平の山頂部にある日本平デジタルタワー

## 歴史

### 地上デジタルテレビ放送
- 2004年11月11日 - 予備免許交付
- 2005年
  - 3月25日 - 試験放送開始

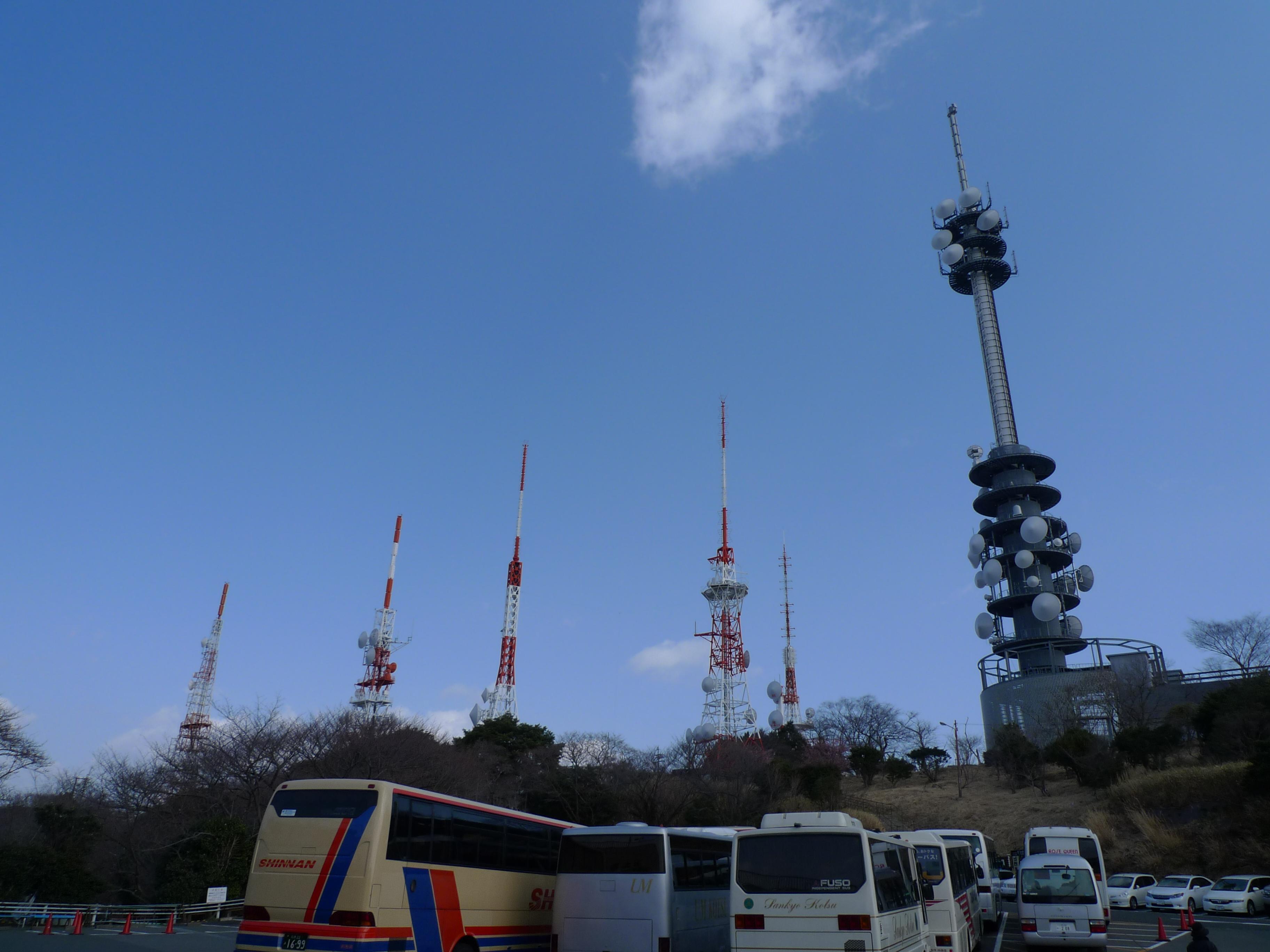
2011年2月撮影

  - 5月30日 - 免許交付（NHK静岡（総合・教育（Eテレ））・SBS静岡放送）
  - 6月1日 - 放送開始（NHK静岡（総合・教育（Eテレ））・SBS静岡放送）
  - 10月31日 - 免許交付（SUTテレビ静岡・SATV静岡朝日テレビ・SDT静岡第一テレビ）
  - 11月1日 - 放送開始（SUTテレビ静岡・SATV静岡朝日テレビ・SDT静岡第一テレビ）

### マルチメディア放送
- 2012年
  - 6月14日 - 予備免許交付[7]
  - 7月27日 - 試験放送開始[8]
  - 9月12日 - 免許交付[9]
  - 9月14日 - 放送開始
- 2016年6月30日 - 放送終了（廃局）

## 送信設備

### 地上デジタルテレビ放送
| リモコン キーID | 放送局名            | コールサイン | 物理 チャンネル | 空中線電力 | ERP   | 放送対象地域 | 放送区域 内世帯数 |
| --------------- | ------------------- | ------------ | --------------- | ---------- | ----- | ------------ | ----------------- |
| 1               | NHK静岡 総合        | JOPK-DTV     | 20ch            | 1kW        | 7.8kW | 静岡県       | 約54万6千世帯     |
| 2               | NHK静岡 教育        | JOPB-DTV     | 13ch            | 1kW        | 7.8kW | 全国         | 約54万6千世帯     |
| 4               | SDT 静岡第一テレビ  | JOSX-DTV     | 19ch            | 1kW        | 6.9kW | 静岡県       | 約54万6千世帯     |
| 5               | SATV 静岡朝日テレビ | JOSI-DTV     | 18ch            | 1kW        | 7kW   | 静岡県       | 約54万6千世帯     |
| 6               | SBS 静岡放送        | JOVR-DTV     | 15ch            | 1kW        | 6.9kW | 静岡県       | 約54万6千世帯     |
| 8               | SUT テレビ静岡      | JOQH-DTV     | 17ch            | 1kW        | 6.9kW | 静岡県       | 約54万6千世帯     |

### FMラジオ放送
| 放送局名               | コールサイン | 周波数  | 空中線電力 | ERP   | 放送対象地域 | 放送区域 内世帯数 |
| ---------------------- | ------------ | ------- | ---------- | ----- | ------------ | ----------------- |
| K-mix 静岡エフエム放送 | JOKU-FM      | 79.2MHz | 1kW        | 5.4kW | 静岡県       | -                 |
| NHK静岡 FM             | JOPK-FM      | 88.8MHz | 1kW        | 5.4kW | 静岡県       | -                 |

## 廃止された放送局

### マルチメディア放送
| 放送局名   | 周波数                                    | 空中線電力 | ERP   | 放送区域                   | 放送区域 内世帯数 |
| ---------- | ----------------------------------------- | ---------- | ----- | -------------------------- | ----------------- |
| モバキャス | 214.714286MHz （VHF11chに相当する周波数） | 2.5kW      | 6.9kW | 駿河湾西部と北部の一部地域 | 約33万世帯        |